# Kaple svatého Jana Nepomuckého (Černousy)
Kaple svatého Jana Nepomuckého v Černousích je klasicistní stavba zbudovaná roku 1797. Zbudována byla Frantzem Thunem podle plánů architekta Antona Otta. Celou stavbu iniciovali a financovali majitelé zdejšího panství – rod Clam–Gallasů, jejichž monogram je vytesán do klenáku ve vchodovém portálu. Stavba má kruhový půdorys, jenž je zakryt kopulí s lucernou. Objekt je doplněn předsíní a na protilehlé straně sakristií. Po roce 1945 stavba chátrala, ale na začátku 21. století došlo k její opravě. Stavba se řadí mezi zdejší nejcennější památky a od 3. května 1958 je kulturní památkou České republiky.